# Epidochium xylariae
Epidochium xylariae är en svampart som beskrevs av Höhn. 1903. Epidochium xylariae ingår i släktet Epidochium och familjen Tremellaceae.   Inga underarter finns listade i Catalogue of Life.